# Dirphya nigrofasciata
Dirphya nigrofasciata är en skalbaggsart som först beskrevs av Aurivillius 1925.  Dirphya nigrofasciata ingår i släktet Dirphya och familjen långhorningar. Inga underarter finns listade i Catalogue of Life.